# Col du Glandon
De Col du Glandon is een bergpas in de Franse Alpen. De pas is 1924 meter hoog en ligt in het Grandes Roussesmassief, naast de Col de la Croix-de-Fer. Ze ligt op het grondgebied van de gemeente Saint-Colomban-des-Villards in de Savoie. De pas is vooral bekend vanwege wieleretappes in de Ronde van Frankrijk.
De route naar de col is geopend in 1898 en is in 1912 verlengd naar de Col de la Croix-de-Fer. 
De route is maar open van mei tot oktober, omdat hij de overige maanden onbegaanbaar is wegens sneeuw.

## Sport
De volgende renners kwamen in de Ronde van Frankrijk als eerste boven op de bergpas:
- 1947 : Édouard Kablinski  Polen
- 1952 : Fausto Coppi  Italië
- 1977 : Lucien Van Impe  België
- 1981 : Lucien Van Impe  België
- 1983 : Lucien Van Impe  België
- 1983 : Serge Demierre  Zwitserland
- 1988 : Steven Rooks  Nederland
- 1990 : Thierry Claveyrolat  Frankrijk
- 1993 : Stefano Colagè  Italië
- 1994 : Richard Virenque  Frankrijk
- 1997 : Richard Virenque  Frankrijk
- 2001 : Laurent Roux  Frankrijk
- 2004 : Gilberto Simoni  Italië
- 2013 : Ryder Hesjedal  Canada
- 2015 : Romain Bardet  Frankrijk
- 2025: Lenny Martinez  Frankrijk

## Galerij

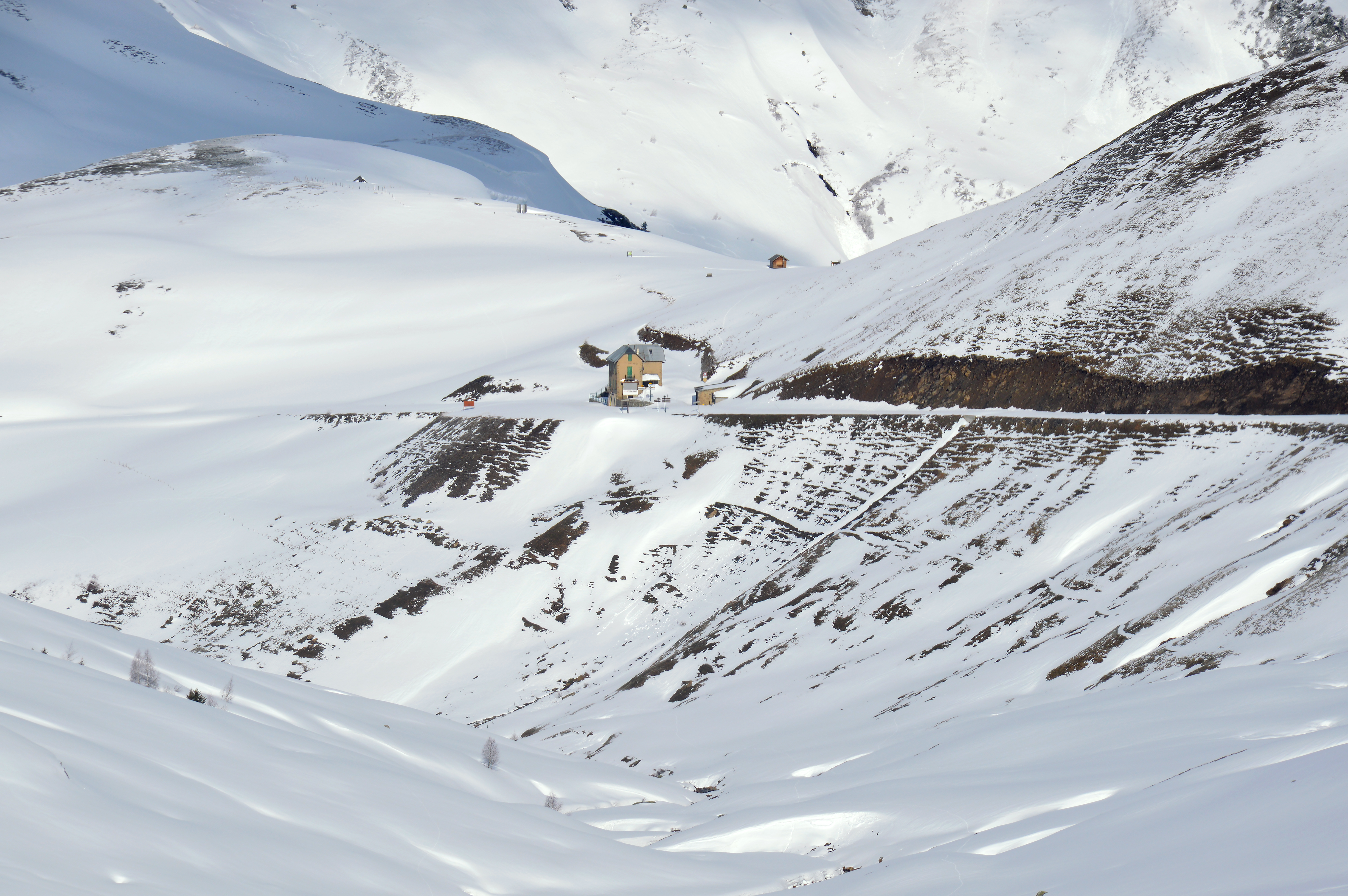
Gezicht op de besneeuwde en afgesloten bergpas vanaf het oosten in april
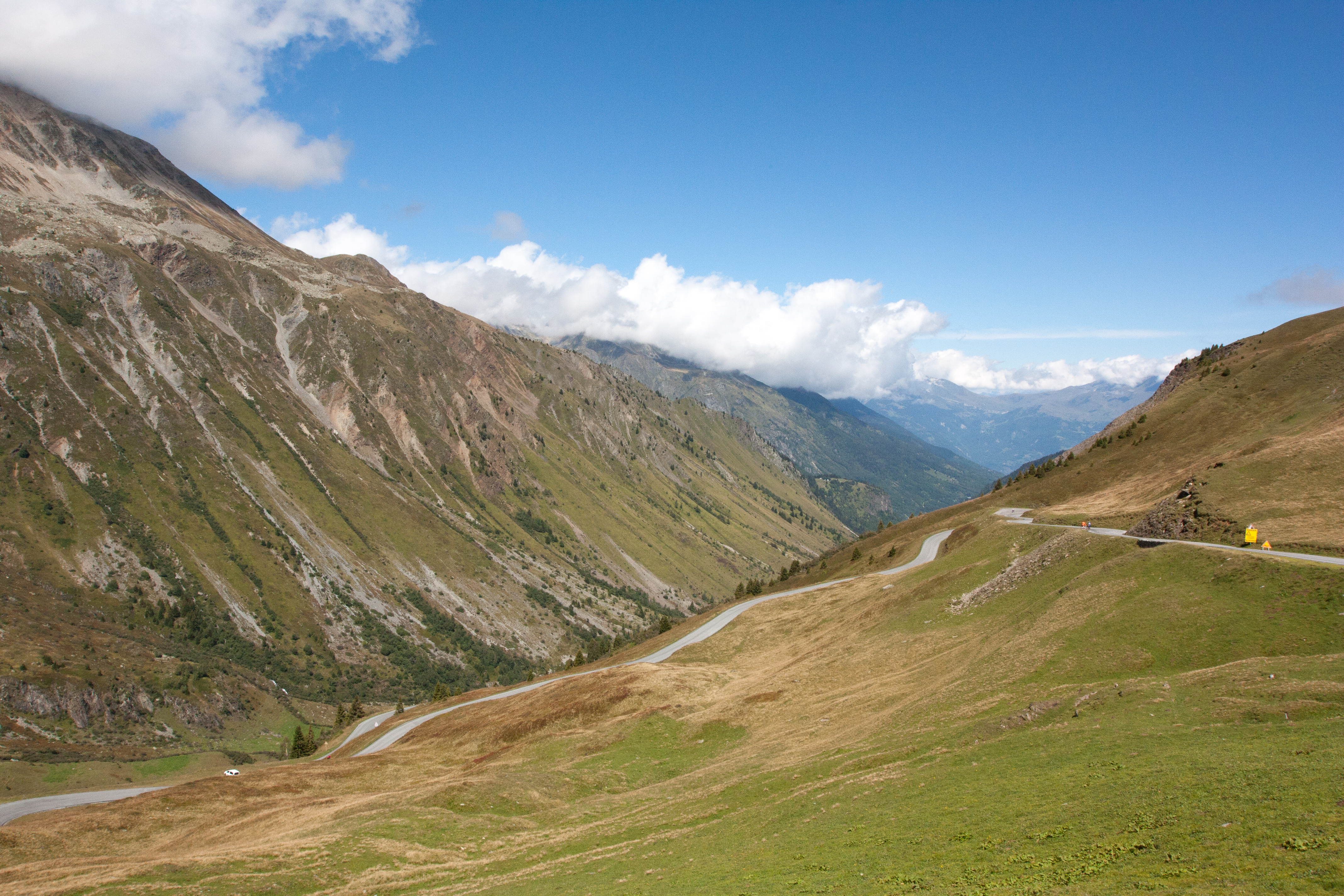
Gezicht vanaf de col richting Saint-Colomban-des-Villards in augustus